# Alioum Boukar
Alioum Boukar (3 de enero de 1972) es un exfutbolista camerunés con ascendencia turca. Se desempeñaba como guardameta. Ha sido internacional en 53 con la selección de fútbol de Camerún.

## Clubes
| Club            | País    | Año         |
| --------------- | ------- | ----------- |
| Canon Yaoundé   | Camerún | 1992 - 1995 |
| Samsunspor      | Turquía | 1995 - 2002 |
| Ístanbulspor AS | Turquía | 2002 - 2003 |
| Konyaspor       | Turquía | 2003 - 2004 |
| Samsunspor      | Turquía | 2005 - 2006 |
| Altay SK        | Turquía | 2006 - 2007 |
| Ístanbulspor AS | Turquía | 2007 - 2010 |

- Datos: Q2554201